# Fazenda Santa Maria do Monjolinho
A Fazenda Santa Maria do Monjolinho é uma fazenda histórica localizada no município de São Carlos, interior de São Paulo. Foi tombada pelo CONDEPHAAT em 22 de junho de 2016. Situada às margens do Rio Monjolinho, ela também faz parte do circuito rural de fazendas já tombadas no município de São Carlos, que incluem a Fazenda Conde do Pinhal e a Fazenda Santa Eudóxia.

## História
| “ | Formada por Theodoro Leite de Almeida Penteado (1847-1925), esta proprieadade teve origem na sesmaria do Monjolinho. Possui várias edificações do príodo cafeeiro: terreiro, tulha, e o maquinário de beneficiamento de café; além de capela e senzala, modificada para receber os imigrantes após a abolição (1888). Ostenta ainda um casarão eclético, concluído em 1889, que foi projetado por Pietro David Cassinelli (1854-1898), engenheiro e arquiteto italiano, demonstrando a riqueza que o café gerou na região. Após uma grave crise financeira, a prpriedade foi adquirida por Cândido de Souza Campos (1868-1953), em 1904, e pertence a seus descendentes. A sede foi tombada pelo Condephaat (Conselho de Defesa do Patrimônio, Histórico, Artístico, Ambiental e Turístico), em 2007, sendo um patrimônio paulista. | ” |
|   | |   |

A fazenda Santa Maria do Monjolinho teve seu início em 1850 com a família do major José Inácio de Camargo, e sua principal atividade era a produção de café, utilizando-se da mão-de-obra escravizada. Nessa época as únicas edificações no local eram a casa do capitão do mato, que ditava o ritmo e a produção dos escravizados e a senzala, compartimento sem janela que mal separava homens e mulheres.
Mesmo com a fortuna produzida a partir do plantio de café o Major José Inácio e Theodoro Leite Camargo começaram a almejar o título de Barão do Pinhal, então fizeram um acordo e ampliaram a fazenda, em 1887, construindo um palacete com a arquitetura e refinamento europeu, para receber D.Pedro II, que na época estaria em São Carlos para inaugurar a estrada ferroviária. No entanto, Dom Pedro II não apareceu na Fazenda, e a mesma foi vendida, devido ao acúmulo de dívidas provindas da construção do sobrado, geradas pela família proprietária anterior.
Além da história da fazenda ser marcada pelo anseio de prestígio social, que é a busca de um título de nobreza, os conflitos familiares que envolviam o casamento de pessoas economicamente e socialmente desiguais, fez com que Cândido Malta de Souza Campos comprasse a propriedade, e a mesma permanece com sua família até hoje. Com o fim da escravidão, a antiga senzala virou casa de imigrantes e o palacete é um museu localizado no primeiro piso, e no segundo andar é a casa do proprietário. 
Nas décadas de 1940 e 1950, a Fazenda passou por um processo de industrialização e parte de seu patrimônio e paisagem se perderam. A Estação de Trem, que  era utilizada para todos os transportes na época, atualmente, está restaurada e funcionando como um restaurante rural, com comidas típicas.

## Mão-de-obra escravizada
Em relação à mão-de-obra escravizada que era utilizada por ele e pelos demais produtores de café no Brasil,
| “ | (...) O Rio de Janeiro era o principal destino dos escravocratas, entre eles, o Conde do Pinhal, para a realização desses negócios, pois, o tráfico interprovincial tornou-se a alternativa mais viável para se manter a escravidão com a proibição do tráfico negreiro. Recorrer a essa prática era de extrema importância para os escravocratas na manutenção dessa mão-de-obra que era à base do trabalho e do desenvolvimento das fazendas de São Carlos. (...) os escravos se faziam muito necessários e eram o principal recurso de mão-de-obra. Moravam nas senzalas, que eram típicos salões sem divisórias e sem janelas, e costumavam ser divididos por gêneros, ou seja, separavam-se os homens das mulheres e das crianças. A alimentação, como já mencionado se dava principalmente por meio do feijão e do angu. Recorrer ao tráfico interprovincial tendo o Rio de Janeiro como escoamento dessa mercadoria permitiu a manutenção e o abastecimento da região de São Carlos por algum tempo. | ” |
|   | |   |

## Arquitetura
O casarão da fazenda, teve sua construção iniciada em 1887 e possui características urbanas europeias, constituído por 34 cômodos. No estilo neoclássico, com dois andares, cerca de 98 janelas e portas, e com quase mil metros quadrados de área construída, o palacete foi feito com materiais trazidos da Europa, e hoje é espaço destina ao Museu, aberto à visitação monitorada. Próximo ao sobrado se encontra a casa do administrador, e a antiga casa das mucamas ao fundo do grande sobrado. Ao lado do terreiro de café se destaca um aqueduto, que conduzia água para movimentar a roda d’água e gerar energia para a máquina de beneficiar café. 
A senzala, que antes não possuía janelas, foi transformada pós a abolição da escravatura, em moradia para os imigrantes italianos.
No térreo do palacete está o “Museu Vivo”, que possui caráter permanente, com diversos objetos históricos de valores culturais, utensílios e equipamentos, artes, livros, jornais, revistas, cartas, fotografias, discos de cera e móveis. 
Entre os destaques estão as obras: O Inferno de Dante ilustrado, Lusíadas de 1900, a primeira versão em português de Rei Lear de William Shakespeare de 1905 e a Revista Ilustrada (1876-1898), de Ângelo Agostini.

## O construtor
Pietro David Cassinelli (Gênova, 1854 – São Carlos, 1898), construtor do palacete, veio para o Brasil aos 28 anos, chegando em São Carlos em 1882. Teve uma fábrica de móveis, uma fábrica de gelo, e foi um dos fundadores da Societá Ginástica Educativa Cristóforo Colombo. Faleceu de febre amarela, aos 43 anos. Foi responsável pela construção dos seguintes edifícios:
- Sede da Fazenda Santa Maria do Monjolinho, da família Camargo Penteado
- Palacete Bento Carlos, R. Treze de Maio, 2056
- Residência da família Pillegi, R. Jesuíno de Arruda, 1993 (antigo 185)
- Residência da família Fehr (demolido), R. Jesuíno de Arruda, 2137 (antigo 195/197)[12][13][14]
- Teatro Ipiranga (demolido), na R. Major José Inácio

## Ecletismo em São Carlos
O Ecletismo chega à cidade de São Carlos por conta da riqueza advinda do período cafeeiro e pela construção da ferrovia, a partir de 1884. Foi um período de expansão urbana do município. Além disso, grande número de trabalhadores imigrantes traziam consigo conhecimento de métodos construtivos europeus, que foram sendo incorporados às práticas construtivas locais. Construções em estilo Eclético eram símbolo de status social.

## Patrimônio Cultural
Entre 2002 e 2003, a Fundação Pró-Memória de São Carlos (FPMSC), órgão da prefeitura, fez um primeiro levantamento (não-publicado) dos "imóveis de interesse histórico" (IDIH) da cidade de São Carlos, abrangendo cerca de 160 quarteirões, tendo sido analisados mais de 3 mil imóveis. Destes, 1.410 possuíam arquitetura original do final do século XIX. Entre estes, 150 conservavam suas características originais, 479 tinham alterações significativas, e 817 estavam bastante descaracterizados. O nome das categorias das edificações constantes na lista alterou-se ao longo dos anos.
A edificação de que trata este verbete consta como "Patrimônio Tombado" (categoria 1) no inventário de bens patrimoniais do município de São Carlos, publicado em 2021 pela Fundação Pró-Memória de São Carlos (FPMSC), órgão público municipal responsável por "preservar e difundir o patrimônio histórico e cultural do Município de São Carlos". A referida designação de patrimônio foi publicada no Diário Oficial do Município de São Carlos nº 1722, de 09 de março de 2021, nas páginas 10 e 11. De modo que consta da poligonal histórica delimitada pela referida Fundação, que "compreende a malha urbana de São Carlos da década de 40". A poligonal é apresentada em mapa publicado em seu site, onde há a indicação de bens em processo de tombamento ou já tombados pelo Condephaat (órgão estadual), bens tombados na esfera municipal e imóveis protegidos pela municipalidade (FPMSC).

## Curiosidades
- Na propriedade existe uma parte da Mata Atlântica, cerrado e matas de recuperação.
- Os terreiros, o aqueduto, a serraria, a oficina, as cocheiras e a casa do administrador são tombados pelo CONDEPHAAT como Patrimônio Histórico, Cultural e Educacional.[22]
- Há também cinco hectares com eucaliptos australianos plantados em 1904, considerados um dos mais antigos do País.
- A fazenda já foi cenário de três curtas–metragens: “O homem que falava Javanês” e “A Caça” e outro filme baseado num livro de Lima Barreto.[23]
- Havia uma outra "Fazenda do Monjolinho", também chamada Fazenda Velha, que era propriedade de João Alves de Oliveira e sua esposa, Alexandrina Melchiades de Alkimim, que doou parte de suas terras ao patrimônio da cidade em 1867. A fazenda ficava a 5 km do antigo centro da cidade, a nordeste do cemitério Nossa Senhora do Carmo, na margem direita do rio Monjolinho.[24]

## Visitação
O local é aberto ao público aos sábados e domingos 12h às 15h30, sendo que a visita ao museu começa às 13h. Há opção de almoçar no restaurante local com comidas típicas. Há também opções de passeios focados na produção de cana, leite e café, além de trilhas e ecoturismo, mediante agendamento.